# Johann Wilhelm Hoffmann

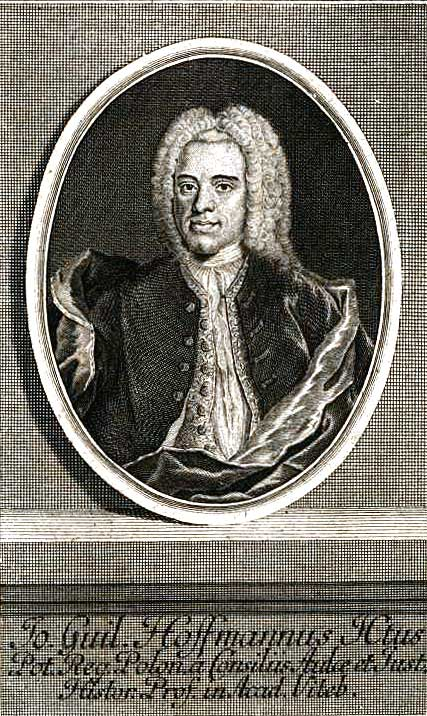
Johann Wilhelm Hoffmann

Johann Wilhelm Hoffmann (* 19. November 1710 in Zittau; † 12. November 1739 in Wittenberg) war ein deutscher Historiker, Rechtswissenschaftler und Publizist.

## Leben
Hoffmann war der jüngste Sohn des Schulrektors Gottfried Hoffmann († 1. Oktober 1712). Nach dem frühen Tod seines Vaters übernahm seine Mutter (geb. Schönfelder) und später sein achtzehn Jahre älterer Bruder Christian Gottfried Hoffmann seine Erziehung. Nachdem er 1728 seine schulische Ausbildung abgeschlossen hatte, bezog er am 13. November 1728 die Universität Frankfurt (Oder), um sich zunächst einem Rechtsstudium zu widmen.
Schnell erwarb er akademische Grade. So wurde er 1731 Magister und habilitierte sich bereits am 8. Dezember 1731 an der philosophischen Fakultät. Nachdem er am 15. November 1732 die juristische Doktorwürde erlangt hatte, ging er 1734 als Professor der juristischen Fakultät an die Universität Greifswald. Seinen Neigungen entsprechend folgte er 1737 einem Ruf an die Universität Wittenberg als Professor der Geschichte.
Zusammen mit der berühmten Bibliothek seines Bruders traf er in Wittenberg im Mai 1737 ein. Dort hielt er Vorlesungen über römische Literatur sowie über Kirchen- und Rechtsgeschichte. Angebote der Universität Göttingen, der Universität Uppsala und der Universität Frankfurt (Oder) schlug er aus. 1739 erhielt er an der Wittenberger juristischen Fakultät zusätzlich eine Professur und wurde vom sächsischen Kurfürsten August der Starke zum königlichen Hof- und Justizrat ernannt. Von diesem Titel hatte er aber nichts mehr, da er infolge seiner ständigen Überanstrengungen schon im jungen Alter von 30 Jahren starb.

## Werkauswahl
- Publicae laetitiae monumentum quod … Francisci Stephani regiae Celsitudini consecravit J. G. Hoffmannus. Alex, Frankfurt an der Oder 1732. (Digitalisat)
- Diss. De juribus emigrantium propter religionem. 1732. (Digitalisat)
- De observantia gentium circa praeliminaria pacis exercitatio academica. 1736. (Digitalisat)
- Dissertatio de jure publico, quod in rom. Imperio interregni magni tempore obtinuit. Schwartz, Frankfurt an der Oder 1736, 1740. (Digitalisat)